# Gottfried Schultz (Maler)
Gottfried Schultz (* 4. Februar 1842 in Darfeld, Kreis Coesfeld; † 1919 in Düsseldorf) war ein deutscher Stillleben- und Porträtmaler der Düsseldorfer Schule.

## Leben

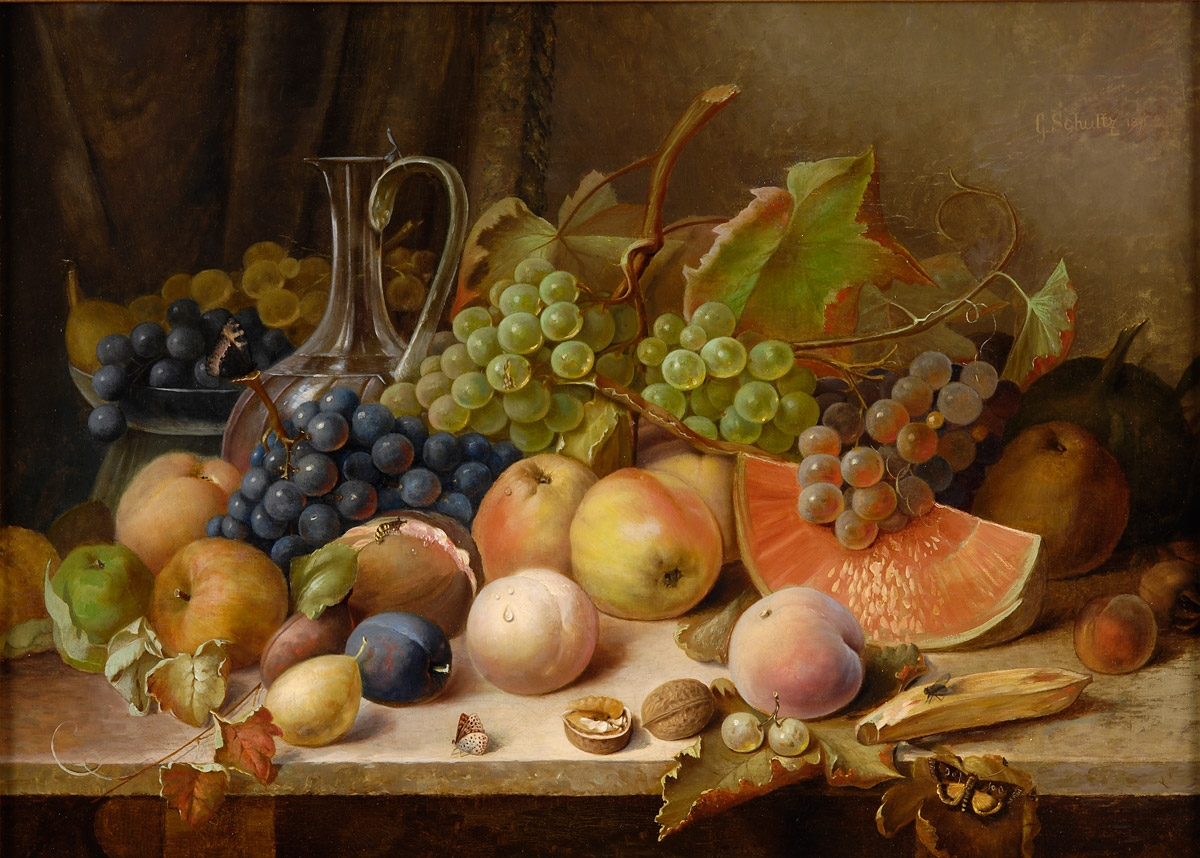
Früchtestillleben, 1891

Gottfried Schultz hatte seit 1856 als Dekorationsmaler gearbeitet, ehe er sich von 1871 bis 1874 als Privatschüler von Johann Wilhelm Preyer in Düsseldorf zum Stilllebenmaler ausbilden ließ und bis 1880 nur Stillleben malte. 1880, im Alter von 38 Jahren, schrieb er sich für ein Studium in der Elementarklasse an der Kunstakademie Düsseldorf ein. Dort waren Andreas Müller und Heinrich Lauenstein seine Lehrer. Außerdem belegte er in den Jahren 1880 bis 1882 die Antiken- und Naturklasse von Peter Janssen dem Älteren. Er ließ sich in Düsseldorf nieder. In den Jahren 1888 und 1889 war er auf Jahresausstellungen des Vereins der Düsseldorfer Künstler vertreten.